# Conobregma stigmaticum
Conobregma stigmaticum är en stekelart som beskrevs av Van Achterberg 1995. Conobregma stigmaticum ingår i släktet Conobregma och familjen bracksteklar. Inga underarter finns listade i Catalogue of Life.